# Rosemary Church
Rosemary Church (* 10. November 1962 in Belfast) ist eine nordirisch-australisch-amerikanische Nachrichtensprecherin nordirischer Herkunft. Sie arbeitet derzeit für den Sender CNN International.

## Leben
Die gebürtige Nordirin lebte unter anderem in England und in Australien. Sie machte ihren Abschluss in Jura und Medienwissenschaften an der Australian National University in Canberra.
Seit August 1998 ist sie bei CNN International unter Vertrag, wo sie „World News“ moderiert.
Davor präsentierte sie die Wochenendnachrichten auf dem australischen Sender Network Ten. Zudem arbeitete sie fünf Jahre lang für den australischen „National Media Liaison Service“ in Canberra.
Für ihre Berichterstattung über die Rückgabe Hongkongs an die Volksrepublik China erhielt Church 1997 den „New York Festival's TV Programming Award“.
Rosemary Church ist seit 1995 mit Patrick O’Byrne, ein Weinverkäufer, verheiratet. Das Ehepaar hat zwei Töchter und einen Sohn.